# Maison Charbonnier
La maison Charbonnier est un édifice situé à Caen, dans le département français du Calvados, en France. Elle est inscrite au titre des monuments historiques.

## Localisation
Le monument est situé au no 1bis et no 1ter de la rue Pémagnie, dans le centre-ville ancien de Caen.

## Historique
L'édifice est daté de 1896 et est contemporain de l'alignement de la rue Pémagnie, envisagé dès la fin du XVIIe siècle.
Le premier propriétaire est un pharmacien qui fait appel à un architecte célèbre à Caen, Auguste Nicolas.
La façade sur la place Saint-Sauveur a par la suite été cachée par un immeuble construit par Postel en 1912.
La façade et la toiture sur rue, y compris le retour sur cour ainsi que le décor de la pièce du deuxième étage sont inscrits au titre des monuments historiques depuis le 18 septembre 2008.

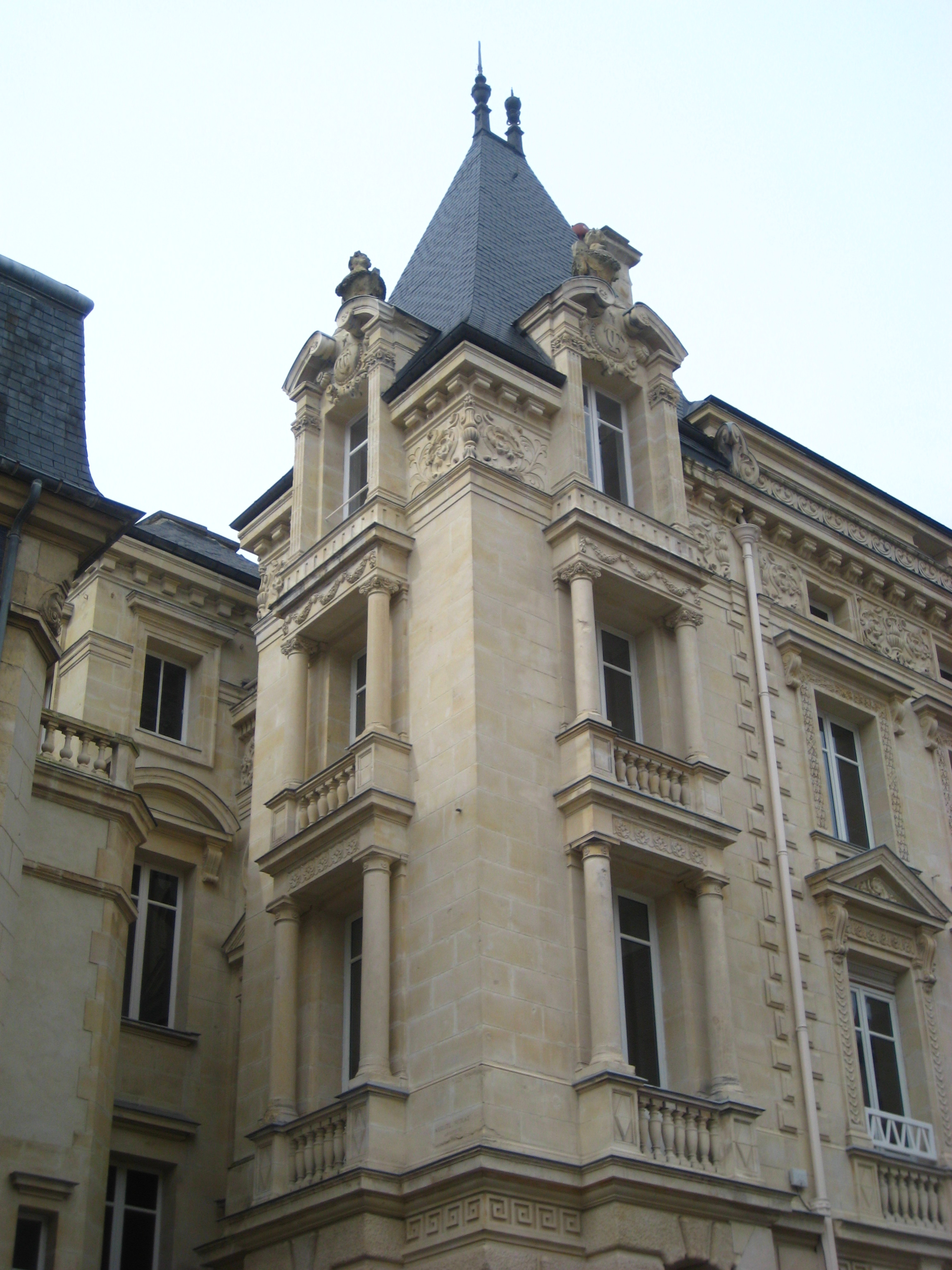
angle
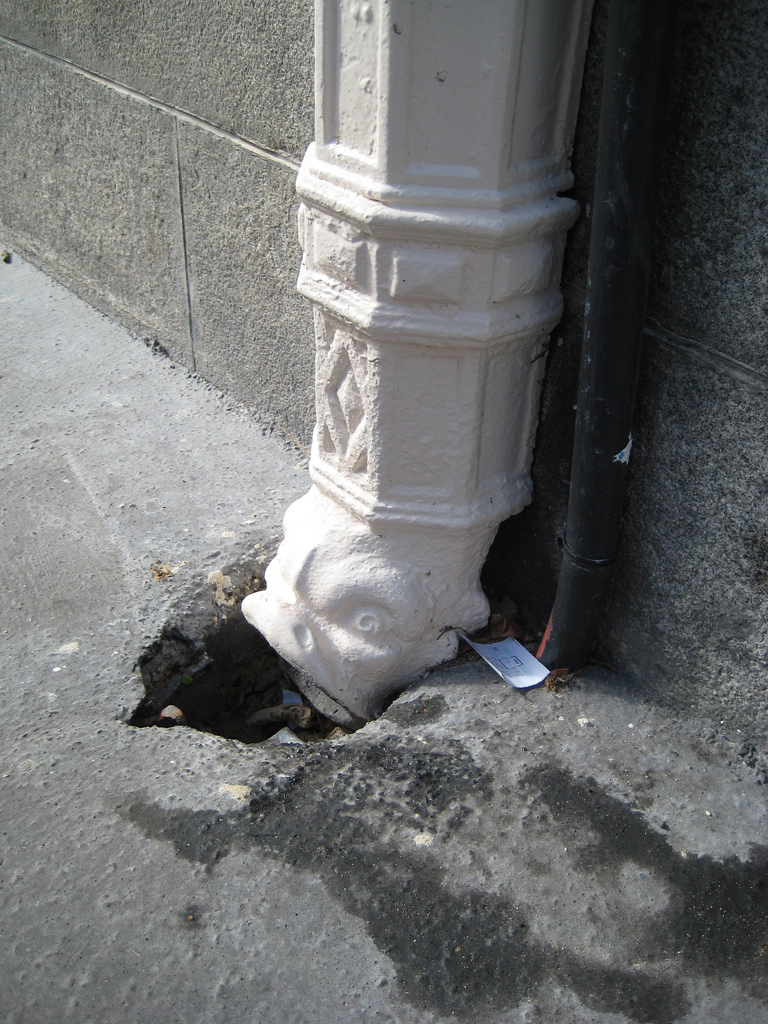
bouche inférieure en forme de dauphin d'un tuyau de descente se recourbant pour jeter les eaux dans le caniveau

## Architecture
L'édifice est bâti sur des caves XVIIe siècle.
La maison est un « exemple achevé de l'expression éclectique en vogue au tournant du siècle », et « très ostentatoire ».